# Knooppunt Hoogeveen
Het Knooppunt Hoogeveen is een Nederlands verkeersknooppunt voor de aansluiting van de autosnelwegen A28, A37 en de N48, vlak bij Hoogeveen. Het knooppunt is een voorbeeld van een volledig klaverblad.
In 1981 is knooppunt Hoogeveen geopend als klaverbladknooppunt. Opvallend aan het knooppunt is dat men moet afslaan om de A28 te volgen. Richting oosten gaat de A28 over in de A37 naar Emmen, en richting zuiden in de N48 naar Ommen.

## Richtingen knooppunt
| Aansluitende wegen                              | Aansluitende wegen                           | Aansluitende wegen                     | Aansluitende wegen | Aansluitende wegen |
| ----------------------------------------------- | -------------------------------------------- | -------------------------------------- | ------------------ | ------------------ |
|                                                 |                                              | richting Hoogeveen / Assen / Groningen |                    |                    |
|                                                 |                                              |                                        |                    |                    |
| richting Meppel / Zwolle / Amersfoort / Utrecht | richting Hoogeveen-Oost / Emmen / Meppen (D) |                                        |                    |                    |
|                                                 |                                              |                                        |                    |                    |
|                                                 |                                              | richting Zuidwolde / Ommen             |                    |                    |

Almere · Amstel · Arnestein · Assen · Azelo · Badhoevedorp · Bankhoef · Batadorp · Beekbergen · Benelux · Beverwijk · Bodegraven ·  Boterdiep ·  Buren · Burgerveen · Coenplein · De Baars · De Hoek · De Hogt · De Nieuwe Meer · De Poel · De Punt · De Stok · Deil · Diemen · Drachten · Drie Klauwen · Eemnes · Ekkersweijer · Emmeloord · Empel · Euvelgunne · Everdingen · Ewijk · Galder · Gooimeer · Gorinchem · Gouwe · Grijsoord · Hattemerbroek · Heerenveen · Hellegatsplein · Het Vonderen · Hintham · Hoevelaken · Hofvliet · Holendrecht · Holsloot · Hoogeveen · Hooipolder · IJmuiden (niet officieel) · Joure · Julianaplein · Kerensheide · Kethelplein · Klaverpolder · Kleinpolderplein · Kooimeer · Kruisdonk · Kunderberg · Lankhorst · Leenderheide · Lunetten · Maanderbroek · Markiezaat · Muiderberg · Neerbosch · Noordhoek · Ommedijk · Oud-Dijk · Oudenrijn · Paalgraven · Princeville · Prins Clausplein · Raasdorp ·  Reitdiep ·  Ressen · Ridderkerk · Rijkevoort · Rijnsweerd · Rottepolderplein · Rozenburg · Sabina · Sint-Annabosch · Stelleplas · Slufter · Ten Esschen · Terbregseplein · Tiglia · Vaanplein · Valburg · Velperbroek · Velsen · Vlaardingen · Vught · Waterberg · Watergraafsmeer · Werpsterhoek · Westerlee · Ypenburg · Zaandam · Zaarderheiken · Zonzeel · Zoomland · Zuidbroek · Zurich

Geplande knooppunten:
De Liemers · Zestienhoven

Voormalige knooppunten:
Bocholtz · Ekkersrijt · Europaplein (Groningen) · Europaplein (Maastricht) · Lindenholt